# Frederik Dichow
Frederik Dichow, född 1 mars 2001 i Vojens, är en dansk professionell ishockeymålvakt som spelar för HV71 i SHL.
Dichow draftades i femte rundan i 2019 års draft av Montreal Canadiens som 138:e spelare totalt.

## Klubbar
- Vojens IK
- Sønderjyske
- Esbjerg IK
- Esbjerg Energy
- Malmö Redhawks J20
- Rungsted Seier Capital (lån)
- Odense Bulldogs (lån)
- Kristianstads IK
- Rögle BK (lån)
- Frölunda HC
- HV71